# Storumans kommun
Storuman kommune ligger i länet Västerbottens län i landskapet Lappland i Sverige. Dens administration ligger i byen Storuman og kommunen havde i 2012 6.023 indbyggere.
I Sverige grænser Storuman kommune til Sorsele kommun i nord, Vilhelmina kommun mod syd, og Lycksele kommun mod øst. Mod vest grænser den til kommunerne Hattfjelldal, Hemnes og Rana i Norge. Kommunen er opkaldt efter søen Storuman.

## Administrativ historie
I 1780 blev Tärna forsamling udskilt fra Lycksele forsamling som en kapelforsamling . I 1822 blev derefter Stensele forsamling udskilt fra Lycksele forsamling som et selvstændigt sogn.
Under den svenske kommunereform i 1862 blev Tärna og Stensele slået sammen og omdannet til landkommunen Stensele. Tärna blev derefter i 1903 udskilt som en selvstændig landkommune, mens Stensele oprettede et municipalsamhälle i Storuman i 1936 og et andet i Stensele i 1937, som blev opløst i henholdsvis 1963 og 1964.
Under den svenske kommunereform i 1971 blev de to landkommuner Stensele og Tärna genforenet under det nye navn Storuman kommun.

## Kommunevåbnet
I 1951 fik landkommunen Stensele sit eget kommunevåben, men ikke Tärna. Efter genforeningen i 1971 valgte man et nyt kommunevåben, som bleb registreret af Patent- och registreringsverket i 1985. Ifølge blasoneringen symboliserer dets øverste del silhuetten af Ryfjellet, set fra nordvest, mens dets nederste del repræsenterer skovene i kommunen.

## Samisk sprog
Samisk har status som officielt minoritetssprog i kommunen og Storuman kommune indgår i forvaltningsområdet for samisk sprog i Sverige.

## Geografi
Ume älv løber gennem kommunen. Længst mod vest er der højfjeldsområder, det højeste bjerg er Norra Sytertoppen, som er 1.768 moh. I nordøst ligger Artfjället med omfattende underjordiske grottesystemer.
E12 og E45 går gennem kommunen, og Storuman er knyttet til det svenske jernbanenet med Inlandsbanan og tværforbindelsen mellem Storuman og Hellnäs på Stambanan genom övre Norrland. Storuman var frem til 2010 den eneste kommune i Sverige som havde to flyvepladser med ruteflyvninger indenfor kommunegrænserne. Der er imidlertid ingen ruteflyvninger længere til Storumans lufthavn, men fra Hemavan Tärnaby flyveplads er der daglig forbindelse til Stockholm.

## Skisport
Storuman kommune er kendt for vintersportstedet Tärnaby, som har opfostret alpinstjerner som l Jens Byggmark, Ingemar Stenmark, Bengt-Erik Grahn, Anja Pärson og Stig Strand .

## Byer
I år 2000 blev fire steder i Storuman kommune defineret som byer. (folketal den 31. december 2005):
| Nr | Bebyggelse     | Folketal |
| -- | -------------- | -------- |
| 1. | Storuman       | 2.255    |
| 2. | Stensele       | 578      |
| 3. | Tärnaby        | 533      |
| 4. | Hemavan/Bierke | 216      |

## Småsteder
Det er syv mindre bebyggelser i Storuman kommune (folketal pr. 31. december 2005):
| Nr | Småsted                | Folkemængde |
| -- | ---------------------- | ----------- |
| 1  | Gunnarn                | 173         |
| 2  | Skarvsjöby             | 108         |
| 3  | Barsele                | 95          |
| 4  | Slussfors              | 77          |
| 5  | Åskilje                | 70          |
| 6  | Långsjöby (østre del)  | 65          |
| 7  | Långsjöby (vestre del) | 60          |

## Andre steder
| - Abborrberg - Ankarsund - Akkan - Bastansjö - Brattåker - Danasjö - Forsmark | - Gardsjönäs - Grundfors - Harrsjö - Joesjö - Kaskeluokt - Klippen | - Kroksjöstrand - Laisaliden - Norrberg - Pauträsk - Strömsund - Umnäs |

## Eksterne kilder og henvisninger
1. ↑  Folkmängd i riket, län och kommuner 30 september 2012 och befolkningsförändringar 1 juli - 30 september 2012. Statistiska centralbyrån (30. september 2012).
2. ↑  Det svenske Språkrådets hjemmesider, om minoritetsspråk
3. ↑  Artikkel om Storuman kommune i snl.no
4. 1 2  Statistiska centralbyrån den 31 december 2005

- Storuman kommunes officielle hjemmeside

- Wikimedia Commons har flere filer relateret til Storumans kommun

65°6′N 17°6′Ø / 65.100°N 17.100°Ø